# Kaylyn Kyle
Kaylyn McKenzie Kyle (* 6. Oktober 1988  in Saskatoon) ist eine kanadische ehemalige Fußballspielerin. Sie spielte von 2008 bis 2015 für die kanadische Nationalmannschaft im Mittelfeld.

## Werdegang
Kyle durchlief die kanadischen Jugendnationalmannschaften und spielte insgesamt 35-mal für die U-19/20-Mannschaften. Mit der U-20-Mannschaft holte sie 2006 bei der CONCACAF U-20-Meisterschaft der Frauen 2006 die Silbermedaille und qualifizierte sich damit für die U-20-Fußball-Weltmeisterschaft der Frauen 2006, bei der Kanada aber in der Vorrunde ausschied. 2008 gewann sie mit Kanada die CONCACAF U-20-Meisterschaft der Frauen 2008, schied aber bei der U-20-Fußball-Weltmeisterschaft der Frauen 2008 wieder in der Vorrunde aus.
Kyle machte mit 19 Jahren am 16. Januar 2008 beim Vier-Nationen-Turnier gegen die USA ihr erstes von mittlerweile 32 Länderspielen. Obwohl sie 2008 noch vier weitere Spiele machte, gehörte sie nicht zum Kader für die Olympischen Spiele in Peking. 2009 kam sie beim Zypern-Cup, den Kanada im Finale gegen England verlor, wieder zum Einsatz. 2010 gewann sie mit Kanada den Gold Cup, mit dem sich Kanada direkt für die WM 2011 qualifizierte. 2011 gewann sie mit Kanada den Zypern-Cup und erzielte in zwei Testspielen in Rom gegen die Schweiz und Nordkorea ihre ersten Länderspieltore. Sie wurde in den kanadischen Kader für die WM berufen und im Eröffnungsspiel gegen Deutschland und damit zu ihrem ersten WM-Spiel eingesetzt. Zur zweiten Halbzeit wurde sie ausgewechselt. Auch in den beiden weiteren Gruppenspielen kam sie zum Einsatz und wurde ebenfalls jeweils in der zweiten Halbzeit ausgewechselt. Nach drei Niederlagen schied sie aber mit Kanada in der Vorrunde aus.
Für die Olympischen Spiele 2012 wurde sie ebenfalls nominiert. Sie kam in allen sechs Spielen zum Einsatz und gewann die Bronzemedaille.
In der Saison 2013 spielte sie in der neugegründeten National Women’s Soccer League, der höchsten amerikanischen Profiliga im Frauenfußball, für den Seattle Reign FC. Im September 2013 wurde ihr Wechsel zum Ligakonkurrenten Boston Breakers im Tausch für Carmelina Moscato bekannt. Bereits nach drei Spieltagen der Saison 2014 und zwei Einsätzen für Boston wechselte sie im Tausch für Nikki Washington weiter zur Franchise der Houston Dash. Im Januar 2015 wurde sie im Rahmen der jährlichen Player Allocation dem Portland Thorns FC zugeteilt. Im gleichen Jahr nahm sie an der Weltmeisterschaft im eigenen Land teil, wo sie im Eröffnungsspiel gegen China eingewechselt wurde. Auch im zweiten Gruppenspiel gegen Neuseeland wurde sie eingewechselt. Dagegen stand sie im letzten Gruppenspiel gegen die Niederlande in der Startelf. Im Achtelfinale gegen die Schweiz wurde sie dann wieder eingewechselt und kam so zu ihrem 100. Länderspiel.
Für die Olympischen Spiele 2016 wurde sie nur als Reserve nominiert, aber nicht benötigt. Im April 2017 erklärte sie ihren Rücktritt.

## Kontroverse
Während der WM 2019 arbeitete sie als Analystin für The Sports Network und kritisierte den exzessiven Jubel der US-amerikanischen Spielerinnen nach den letzten Toren beim 13:0-Sieg gegen Thailand, worauf sie Morddrohungen erhielt.

## Privatleben
Sie ist mit dem englischen Profifußballspieler Harrison Heath verheiratet.

## Erfolge
- W-League Meister 2006
- Gold Cup Sieger 2010
- Zypern-Cup-Sieger 2011
- Olympische Spiele 2012: Bronzemedaille